# 憎しみに微笑んで
『憎しみに微笑んで』（にくしみにほほえんで）は、1993年10月12日から同年12月21日まで、TBS系列で放送されていたTBS、木下プロダクション製作のテレビドラマである。放送時間は毎週火曜21時 - 21時54分（JST）。

## ストーリー
牧野家の長男、敦は大学を卒業後、渡米。現地で知り合った年上の邦人女性、菅原啓子と同棲していたが、父である信一郎の経営する牧野地所の正式後継者として、そして村木裕美子との政略結婚の為に帰国を決意。啓子に別れを告げる。
しかし敦を諦め切れない啓子は敦を追って帰国。彼が自分に心惹かれた理由が「死別した継母、美紗子に恋心を抱いていた」「啓子の容姿が美紗子にうり二つ」を利用し、信一郎に接近。入籍前から、同居を開始した敦と裕美子の住む牧野家に入り込む。一方、敦の異母弟（美紗子の実子）である幸治は、敦が母の死の原因であるとし、憎悪に近い感情を抱いていた。

## キャスト
牧野敦：柳葉敏郎
牧野家の長男で（実母とは幼少期に死別）不動産会社・牧野地所の後継者。裕美子との政略結婚の為、ニューヨークから帰国し、父達と同居を開始、企業も専務として手厳しい運営をおこなってゆくが、父が多額の負債を抱えている事を知る。少年時代に幸治の母、美紗子に対しての恋心に悩み非行化。冷酷な言動が見られるが、内心ではコンプレックスを抱いており、父に認められたいという思いが強く、のちに、実母の死亡保険金で家を建築した事、大学合格に父の根回しがあった事、美紗子殺害の嫌疑を掛けられた時に庇ってくれたのは当時、事業の行き詰まりで死亡保険の給付を必要としていたからと知ってショックを受ける。経営破綻をするが真摯な態度で債権者と向き合い、自宅の売却等を経て、父と裕美子と暮らすことになり、同時に和解した幸治とめぐみを送り出す。　
牧野幸治：保阪尚輝
牧野家の次男で、美紗子の実子。大学生の頃に、イルカの研究に没頭。学部を転部した事がある。卒業後は八景島シーパラダイスに出入り。温厚な性格だが、幼少期から母子ともども暴力を振るわれたり、母の死の原因とし、異母兄の敦を敵視。しかしのちに本心を知ることになる。啓子の容姿を美紗子に似ている、と言う周囲に対して反発した事もあるが、のちに、自己嫌悪に陥っていた啓子に「母にそっくり」と打ち明けている。
菅原啓子：田中好子
敦の元恋人。ニューヨークで敦と5年同棲(この間、DVもあった様子)。陰湿で粘着気質な面があり、敦への執着から、信一郎に接近し三番目の妻になると同居に持ち込み､周囲への嫌がらせ等を展開。同時に敦に脅しを掛け、関係を復活。どちらの子か不明な状態で妊娠をするが、血液型から信一郎の子と発覚し逆上。直後に流産してしまう。牧野地所が破産宣告を受けると、「美紗子として生きる！」と言い張るも、敦に送り出される形で去ってゆく（現在のストーカーを彷彿とさせる言動が随所にみられる）。
牧野美紗子：田中好子（二役）
信一郎の二番目の妻で、幸治の実母。敦にレイプされそうになった時も「この子は私に甘えて来た」と庇うなど、心優しい性格だったが、謝罪をしようとした敦とともに沖合に船で出掛けた際に海難事故に遭遇。敦から差し伸べられた救助の手を自ら離してしまう。その後、遺体となって発見された。大事にしていた着物を敦の暴力で傷つけられたり、死後に啓子によって脅しの道具にされてしまう。
村木裕美子：七瀬なつみ
敦と政略結婚をする事になった資産家の娘。実は見合い前に敦とデートした事があった。厳格な家で育った事に不満を抱き、敦との結婚を喜んだりするなど基本的には明るい性格だが、同居する事になった啓子の嫉妬に遭い、入籍したい一心で妊娠したと嘘をついてしまう。のちに実父が贈収賄罪で逮捕、失脚と同時に、牧野家も破綻するが、敦の妻として残留を希望。信一郎の介護などを率先して引き受けるようになる。　
吉岡めぐみ：ちはる
幸治の恋人で同僚。兄の紹介で就職したシーパラダイスで飼育係兼イルカのトレーナーをしている。敦に心惹かれた事もあるが、のちに敦の計らいで幸治と共に海外へ旅立つ。　
吉岡孝子：星遙子
邦夫の妻。イルカに関する業務に携わり、世界的なプロジェクトにリーダーとして参加。底抜けに明るい性格（ストーリーには関与しない）。　
吉岡邦夫：鷹弘人
めぐみの兄。イルカのトレーナーをしている。言葉が荒く、仕事には厳しいが、面倒見が良い。　
水原ミカ：辺見えみり　
イルカのトレーナー。初対面で信一郎に手出しされそうになり、激怒した。
久保雅則：正城慎太郎
牧野地所に勤務する社長秘書。敦に対して忠実に勤務する。　
坂部松子：野村昭子
美紗子が亡くなった頃から、牧野家で働いていた家政婦。啓子と裕美子の同居に伴い、信一郎から一方的に解雇されてからも、敦と幸治を気に掛け続ける。　
内海和枝：高橋ひとみ　
信一郎の秘書で愛人。彼が倒れると去ってゆく。
牧野信一郎：津川雅彦
牧野家の当主で不動産企業社長。好色家で尊大な性格で、身勝手な言動が多い。25歳の頃、トラブルが元で赤浦に右足を刺され、不自由な為に杖を使用。美紗子と死別後は長年、独身を通して来たが、接近して来た啓子と3度目の結婚をする。敦に政略結婚を勧め、企業経営を引き継ごうとするが、経営不振と裕美子の父の逮捕等が重なった事もあり破綻。その直後に重度の認知症と身体的な障がいを発症。要介護状態となる。
赤浦仙吉：穂積隆信
かつて信一郎の部下で、憎悪から彼の右足を刺して負傷させた事がある。胡散臭い雰囲気を持ち、パチンコ屋の経営が成功し、羽振りが良い事を理由に牧野地所に対して援助をすると言い、多額の金を振り込むが、実は寄付ではなく貸し付けであると弁護士を通して連絡をする。10話ゲスト（友情出演とクレジットされている）。
工藤誠：山口粧太
父の勤務先でもあった牧野地所に就職するが、婚約者であった粕谷梨香へのプレゼントの為に給与を前借りなどを敦に暴かれて解雇宣告を受ける(この時、不倫などを理由に解雇された梨香にも振られている)その後、敦につきまとった挙げ句に刺してしまう。久保らを始めとする社員に身柄を確保され、頚椎を負傷させられた上で依願退職扱いとなる。

## テーマ曲
- テーマ・ソング「Tears」X JAPAN
- 挿入歌「聖母（おんな）」柳葉敏郎、「DREAMING CHRISTMAS」保阪尚輝
- 挿入曲「ART OF LIFE」X JAPAN

## スタッフ
- 企画：飯島敏宏
- 脚本：寺田敏雄
- プロデュース：森田光則、内野建、高田卓哉
- 演出：山田髙道、松原信吾、根本実樹、岡田寧
- 制作：木下プロダクション、TBS

## 放送日程
| 各話   | 放送日         | サブタイトル             | 演出     |
| ------ | -------------- | ------------------------ | -------- |
| Vol.1  | 1993年10月12日 | 許されざる者たち         | 山田髙道 |
| Vol.2  | 1993年10月19日 | 悪い種子                 | 山田髙道 |
| Vol.3  | 1993年10月26日 | 禁断の家族               | 松原信吾 |
| Vol.4  | 1993年11月02日 | 死んだ母の真相が…        | 根本実樹 |
| Vol.5  | 1993年11月09日 | ダブル妊娠！             | 松原信吾 |
| Vol.6  | 1993年11月16日 | 天国と地獄               | 根本実樹 |
| Vol.7  | 1993年11月23日 | 悲しみのウエディングベル | 山田髙道 |
| Vol.8  | 1993年11月30日 | さらば愛しき人           | 山田髙道 |
| Vol.9  | 1993年12月07日 | 罪と罰                   | 岡田寧   |
| Vol.10 | 1993年12月14日 | 家族の行方               | 根本実樹 |
| 最終回 | 1993年12月21日 | 恩讐の彼方               | 山田髙道 |